# Dead Man Ray
Dead Man Ray is een Belgische rockband met thuishaven in Antwerpen.
De groep werd in 1997 opgericht door Rudy Trouvé (dEUS, Kiss My Jazz), Daan Stuyven (Daan, Volt, Supermarx), Herman Houbrechts (Nemo) en Elko Blijweert (Kiss My Jazz) en later uitgebreid met Wouter Van Belle.
Het debuutalbum Berchem verscheen in 1998. Uit dit album kwamen de singles Chemical en Beegee. Daarna schreef Dead Man Ray begeleidende muziek voor At the Drop of a Head, de Engelstalige versie van de film De Ordonnans/Café zonder bier uit 1962, met Bobbejaan Schoepen in de hoofdrol. Het tweede album Trap verscheen in 2000. In 2001 bracht de groep de ep Marginal uit. Het album Cago werd in 2002 in Chicago opgenomen met producer Steve Albini.
Midden december 2018 keerde de band terug met de ep EEN. Er werd ook een nieuw album en een tour aangekondigd voor 2019.

## Discografie
- Berchem (1998)
- Trap (2000)
- Berchem Trap (verzamelalbum) (2000)
- Marginal (EP) (2001)
- Cago (2002)
- EEN (EP) (2018)
- Over (2019)

## Trivia
- De naam van de band verwijst naar de kunstenaar en fotograaf Man Ray.